# Frank L. Graham
Frank L. Graham ist ein kanadischer Molekularbiologe.

## Leben
Graham studierte an der University of Manitoba (Bachelorabschluss) und an der University of Toronto, wo er seinen Master-Abschluss machte und promoviert wurde. Als Postdoktorand war er Anfang der 1970er Jahre im Labor von Alex J. van der Eb an der Universität Leiden. Dort war er wesentlich an der Entwicklung der HEK-Zellenlinie (HEK 293 T) beteiligt und an der Entwicklung einer Transfektionsmethode (Einbringen von DNA in Säugerzellen) mit Kalziumphosphat, beides später viel genutzte Werkzeuge in der Gentechnik und Zellbiologie. Er wurde Professor an der McMaster University, wo er inzwischen emeritiert ist und Distinguished University Professor war.
Er befasste sich später mit der Gentherapie gegen Krebs mit Hilfe von Adenoviren. Graham entwickelte schon 1977 eine Variante der HEK-Zelllinie zur Produktion von Adenovirus-Vektoren.
Er ist Fellow der Royal Society of Canada. 1998 wurde er mit dem Robert L. Noble Prize ausgezeichnet.